# Артерія яєчка
 Артерія яєчка  (лат. arteria testicularis) або яєчкова артерія, чоловіча статева артерія, в минулому так звана внутрішня сім'яна артерія  — це парна артерія, що є гілкою абдомінальної аорти та кровопостачає відповідне яєчко. 

## Анатомія
Артерії яєчка мають вигляд двох тонких судин значної довжини, що відходять від передньої поверхні аорти, дещо нижче від ниркових артерій. Високе відходження артерій пов'язане з високою закладкою яєчків при ембріогенезі. Артерія яєчка є еквівалентом яєчникової артерії, і, так як чоловічі гонади внутрішньоутробно опускаються нижче ніж жіночі, артерія у чоловіків має відмінний, ніж у жінок, шлях. 

Кожна артерія яєчка має косо-бокове направлення, розташована в заочеревинному просторі по ходу великого поперекового м'язу. Кожна артерія з відповідної сторони косо пересікає сечовід, нижню частину зовнішньої клубової артерії та досягає глибокого пахвинного кільця, проходить у складі сім'яного канатику пахвинний канал до калитки, де артерії стають звивистими та поділяються на кілька гілок, дві-три з яких супроводжують сім'явивідну протоку, постачають придаток яєчка і анастомозують з артерією сім'явивідної протоки, інші гілки пронизують задню стінку білкової оболонки яєчка та постачають тканини яєчка. Також, артерія яєчка дає одну-дві мілкі гілки до кожного сечоводу та одну-дві гілки до кожного м'яза підіймача яєчка.

### Права артерія яєчка
Права артерія яєчка проходить попереду нижньої порожнистої вени та позаду середньої ободової, клубово-ободової артерій та термінального відділу клубової кишки.

### Ліва артерія яєчка
Ліва артерія яєчка проходить позаду лівої ободової, сигмоподібної артерій та клубової кишки.